# Universitatea din Wollongong
Universitatea din Wollongong (Limba engleză: University of Wollongong, UOW) este o universitate de stat situat în orașul de coastă din Wollongong, New South Wales, Australia, aproximativ 80 de kilometri sud de Sydney, și a servit de Nord Wollongong stația de cale ferată care sa deschis în 1915. Din 2012, universitatea a avut un total de 30.516 elevi înscriși, inclusiv 11.440 de studenti din peste 140 de țări.
Universitatea a dezvoltat într-o instituție de multi-campus, dintre care trei sunt în Wollongong (Wollongong, Shoalhaven și inovare), una în Sydney, și unul în Dubai, Emiratele Arabe Unite. Principalul Wollongong Campus este pe site-ul original cinci kilometri nord-vest de centrul orașului, și acoperă o suprafață de 82,4 hectare, cu 94 de edificii permanente, inclusiv șase căminele studențești. În plus, există centre universitar din Bega, Batemans Bay, Moss Vale și Loftus, precum si Scoala de Afaceri Sydney în Sydney. Universitatea oferă, de asemenea, cursuri în colaborare cu instituțiile partenere într-o serie de locatii offshore, inclusiv Singapore, Malaezia si Hong Kong.
Universitatea din Wollongong marcat Universității 60-a aniversare fondator în 2011.